# Cryptophagus nitidulus
Cryptophagus nitidulus là một loài bọ cánh cứng trong họ Cryptophagidae. Loài này được Miller miêu tả khoa học năm 1858.